# Kováčová (okres Rožňava)
Kováčová (maďarsky Kiskovácsvágása) je obec na Slovensku, v okrese Rožňava v Košickém kraji. Leží v údolí říčky Čremošná ve Slovenském rudohoří. Část území obce se nachází v Národním parku Slovenský kras. V katastrálním území obce je národní přírodní rezervace Drieňovec.
První písemná zmínka o obci pochází z roku 1346.
V obci žije 57 obyvatel. V roce 2001 se 89 % obyvatel hlásilo k maďarské národnosti.